# Niskayuna
Niskayuna es un pueblo ubicado en el condado de Schenectady en el estado estadounidense de Nueva York. En el año 2020 tenía una población de 23,278 habitantes y una densidad poblacional de 612.21 personas por km².

## Geografía
Niskayuna se encuentra ubicado en las coordenadas 42°48′1″N 74°52′51″O / 42.80028, -74.88083.

## Demografía
Según la Oficina del Censo en 2000 los ingresos medios por hogar en la localidad eran de $70,800, y los ingresos medios por familia eran $79,539. Los hombres tenían unos ingresos medios de $59,738 frente a los $39,692 para las mujeres. La renta per cápita para la localidad era de $33,257. Alrededor del 0% de la población estaban por debajo del umbral de pobreza.